# Dobos Krisztina
Dobos Krisztina (Budapest, 1949. július 18. – Budapest, 2013. december 12.) magyar matematikus, közgazdász, gimnáziumi és egyetemi oktató, politikus.

## Családja
Édesapja, Dobos Károly a Gödöllői Agrártudományi Egyetem professzora, édesanyja, Örs Anna általános iskolai tanár volt. Testvére, Károly Dortmundban kutató. 1971-ben kötött házasságot, özvegye, Mézes István tanár, matematikus. Egy fiuk van.

## Tanulmányai
1967-ben érettségizett az I. István Gimnázium matematika tagozatán. 1972-ben matematika-fizika szakos középiskolai tanári diplomát szerzett az ELTE TTK-n. Ezután az Agrártudományi Kutatóintézetben dolgozott. 1978-ban a Gödöllői Agrártudományi Egyetem Mezőgazdaság-tudományi Karán vállalatszervezői oklevelet szerzett. 1979-ben megvédte a sztochasztikus folyamatokról írt doktori disszertációját. 1979-től a GATE Társadalomtudományi Karának matematika-statisztika tanszékén oktató volt. Tanított emellett az István Gimnáziumban is.

## Politikai pályafutása
1988-ban belépett a Magyar Demokrata Fórumba. Oktatási, kutatási és ifjúsági kérdésekben a párt egyik meghatározó szaktekintélye lett. 1991–1993 között a közoktatásért felelős helyettes államtitkár volt a Művelődési és Közoktatási Minisztériumban. Ő irányította a közoktatási törvény kidolgozását, melyet a parlament egy szavazat híján kétharmados többséggel fogadott el. 1993-tól 1994-ig az MDF elnökségi tagja volt.
1993 szeptemberétől az MDF budapesti listáján országgyűlési képviselő, az oktatási, ifjúsági és sport állandó bizottság tagja lett. A parlamenti ciklusban az elhunyt Sándorfi György helyét vette át. 1994–1998 között országos listáról az MDF képviselője lett. Az oktatási-, tudományos-, ifjúsági- és sport állandó bizottságban, ezen belül az ellenőrzési- és a felsőoktatási albizottságokban, valamint a tudományos- és innovációs albizottságban dolgozott.
Az IPU magyar csoportja magyar–dán baráti tagozatának az alelnöke lett. 1995 novemberében az MDF parlamenti frakciójának helyettes vezetője volt. Az MDF X. országos gyűlésén a párt ifjúsági és kulturális ügyekért felelős alelnökévé és a pártelnökség tagjává választották.
1998–2005 között a Közoktatási Modernizációs Közalapítvány (KOMA) Kuratóriumának elnöke volt. 1996-tól a neves Budapest-Fasori Evangélikus Gimnáziumban matematikatanár, majd igazgatóhelyettes volt.
2012-ben a Nemzeti Tehetség Programiroda vezetője, majd a Nemzeti Pedagógus Kar előkészítő bizottságának tagja lett.

## Publikációi
Rendszeresen  publikált hazai és külföldi szakmai folyóiratokban, főleg a gazdasági folyamatok modellezéséről, illetve az oktatási rendszer demokratikus átalakításáról. Egyetemi jegyzetet írt operációkutatásból és a konzervatív, a liberális és a baloldali oktatáspolitika összehasonlításáról.
Az Új Nemzedék című oktatási folyóirat szerkesztője volt.

## Elismerései
- Pázmány Péter-díj (1998)
- A Magyar Érdemrend tisztikeresztje (2012)